# CNOOC
China National Offshore Oil Corporation (Chinees: 中国海洋石油总公司) (CNOOC) is een Chinese oliemaatschappij en de derde oliemaatschappij van het land. De andere twee zijn PetroChina en Sinopec.

## Activiteiten
Het bedrijf exploiteert en produceert olie- en aardgasvelden dicht bij de Chinese kust in zee (offshore). De oudste en belangrijkste olievelden van het bedrijf liggen in de Bohaizee. Verder heeft CNOOC veel reserves aangeboord in de Zuid-Chinese Zee direct ten oosten van het eiland Hainan. Ruim een derde van de reserves liggen buiten China en dan met name in Noord-Amerika. In Canada, na de overname van Nexen, liggen de meeste internationale reserves. De olievelden voor de kust van China liggen in zeer ondiep water. In de Bohaizee liggen de velden in waterdiepten tot maximaal 30 meter.
In 2023 produceerde CNOOC in totaal ruim 1,85 miljoen vaten aardolie olie-equivalent per dag, dit in dus inclusief het gewonnen aardgas. Het aandeel van het aardgas is ongeveer een vijfde van het totaal. Van het totaal kwam twee derde uit China en de rest uit het buitenland. Met de bestaande reserves kan het bedrijf het huidige productieniveau nog 10 jaar volhouden. CNOOC beschikt niet over raffinaderijen voor de verdere verwerking van de olie.
In Europa is het bedrijf actief op het Britse deel van de Noordzee. Het heeft belangen in de velden Buzzard en Golden Eagle. Het aandeel van de Europese belangen is bescheiden met 0,7% van de totale reserves en minder dan 2% van de productie.
Via CNOOC Nexen Petroleum Guyana Limited heeft CNOOC een belang van 25% in offshore olievelden in het het Stabroek-blok bij Guyana.  De eerste olieproductie uit Liza is eind 2019 opgestart. Medio 2018 was de schatting van de oliereserves vier miljard vaten, maar vier jaar later was dit verhoogd naar 11 miljard. De olieproductie kan hierbij oplopen tot 750.000 vaten per dag in 2025, waarvan het aandeel van CNOOC zo'n 190.000 vaten is. CNOOC verwacht voor Guyana nog veel groei van productie en reserves.

### Overnames buiten China
In juni 2005 deed CNOOC een bod op de Amerikaanse oliemaatschappij Unocal van US$ 18,5 miljard, wat nogal wat opschudding in de VS veroorzaakte. CNOOC trok haar bod begin augustus weer in.
Eind juli 2012 maakte CNOOC het plan bekend het Canadese energiebedrijf Nexen over te nemen voor US$ 15,1 miljard. Het bod zal in contanten worden voldaan. Nexen zal CNOOC vooral versterken in olierijke gebieden als het westen van Canada, de Noordzee, de Golf van Mexico en de kustwateren van Nigeria. Nexen wint olie uit teerzanden, maar ook uit conventionele bronnen op land en ter zee. Het bedrijf is verder actief op het gebied van schaliegas. De overname werd doorgevoerd in 2013. Het is de derde overname van CNOOC in Canada. In 2005 kocht het al een belang van 17% in het Canadese MEG Energy en eind 2011 nam het OPTI, een ontwikkelaar van oliehoudende teerzanden, over voor een bedrag van US$ 2,1 miljard.

## Aandeelhouders
Ongeveer twee derde van de aandelen zijn in handen van het staatsbedrijf CNOOC. Het moederbedrijf werd in 1982 opgericht en kreeg als enige de mogelijkheid te zoeken naar olie en gas voor de kust voor China. In 1999 werden de operationele en commerciële activiteiten afgesplitst en ondergebracht in CNOOC Ltd. Dit laatste bedrijf werd deels naar de beurs gebracht. De aandelen worden sinds 2001 verhandeld aan de Hong Kong Stock Exchange en New York Stock Exchange (NYSE). Op 9 maart 2021 werd de handel in de aandelen op de NYSE stilgelegd en in oktober 2021 trok CNOOC zich helemaal terug van deze effectenbeurs. vanaf 21 april 2022 zijn de A-aandelen verhandelbaar op de Shanghai Stock Exchange.

## Resultaten
De resultaten van CNOOC zijn vooral afhankelijk van de ontwikkeling van de productie en de internationale olieprijs. De verdubbeling van het aantal werknemers in de periode 2012 tot en met 2014 was vooral veroorzaakt door de consolidatie van Nexen.
| Jaar | Omzet   | Bedrijfs- resultaat | Netto- resultaat | Productie (×1000 BOE/dag) | Bewezen reserves (miljoen BOE) | werknemers (gemiddeld) |
| ---- | ------- | ------------------- | ---------------- | ------------------------- | ------------------------------ | ---------------------- |
| 2010 | 180.036 | 71.145              | 54.410           | 903                       | 2998                           | 4650                   |
| 2011 | 240.944 | 90.607              | 70.255           | 909                       | 3190                           | 5377                   |
| 2012 | 247.627 | 87.141              | 63.691           | 936                       | 3492                           | 10.063                 |
| 2013 | 285.857 | 78.503              | 56.461           | 1128                      | 4428                           | 17.553                 |
| 2014 | 274.634 | 80.915              | 60.199           | 1185                      | 4478                           | 21.046                 |
| 2015 | 171.437 | 17.456              | 20.146           | 1358                      | 4316                           | 20.585                 |
| 2016 | 146.490 | -2.412              | 637              | 1303                      | 3878                           | 19.718                 |
| 2017 | 186.390 | 37.050              | 24.677           | 1288                      | 4841                           | 19.030                 |
| 2018 | 226.963 | 80.239              | 52.688           | 1301                      | 4962                           | 18.312                 |
| 2019 | 223.199 | 84.195              | 61.045           | 1388                      | 5185                           | 18.425                 |
| 2020 | 155.372 | 36.389              | 24.956           | 1443                      | 5373                           |                        |
| 2021 | 246.111 | 95.979              | 70.307           | 1570                      | 5728                           |                        |
| 2022 | 422.230 | 193.325             | 141.677          | 1709                      | 6239                           | 21.245                 |
| 2023 | 416.609 | 167.769             | 124.090          | 1858                      | 6784                           |                        |